# Dutch International 2003
Die Dutch International 2003 im Badminton fanden vom 27. bis zum 30. März 2003 in Wateringen statt. Es war die 4. Austragung der Titelkämpfe.

## Sieger und Platzierte
| Disziplin    | Gold                             | Silber                               | Bronze                                     |
| ------------ | -------------------------------- | ------------------------------------ | ------------------------------------------ |
| Herreneinzel | Arif Rasidi                      | Eric Pang                            | Daniel Damgaard                            |
| Herreneinzel | Arif Rasidi                      | Eric Pang                            | Jürgen Koch                                |
| Dameneinzel  | Kamila Augustyn                  | Brenda Beenhakker                    | Elena Sukhareva                            |
| Dameneinzel  | Kamila Augustyn                  | Brenda Beenhakker                    | Jill Pittard                               |
| Herrendoppel | Rasmus Andersen Carsten Mogensen | Tommy Sørensen Jesper Thomsen        | Keith Chan William Milroy                  |
| Herrendoppel | Rasmus Andersen Carsten Mogensen | Tommy Sørensen Jesper Thomsen        | Jonas Glyager Jensen Kasper Kiim Jensen    |
| Damendoppel  | Helle Nielsen Majken Vange       | Natalia Gorodnicheva Elena Sukhareva | Lena Frier Kristiansen Kamilla Rytter Juhl |
| Damendoppel  | Helle Nielsen Majken Vange       | Natalia Gorodnicheva Elena Sukhareva | Kamila Augustyn Nadieżda Kostiuczyk        |
| Mixed        | Helle Nielsen Peter Steffensen   | Jonas Glyager Jensen Majken Vange    | Rasmus Andersen Lena Frier Kristiansen     |
| Mixed        | Helle Nielsen Peter Steffensen   | Jonas Glyager Jensen Majken Vange    | Carsten Mogensen Kamilla Rytter Juhl       |

## Finalergebnisse
| Disziplin    | Sieger                           | Finalist                             | Ergebnis     |
| ------------ | -------------------------------- | ------------------------------------ | ------------ |
| Herreneinzel | Arif Rasidi                      | Eric Pang                            | 15-11, 15-13 |
| Dameneinzel  | Kamila Augustyn                  | Brenda Beenhakker                    | 11-5, 11-4   |
| Herrendoppel | Rasmus Andersen Carsten Mogensen | Jesper Thomsen Tommy Sørensen        | 15-12, 15-11 |
| Damendoppel  | Majken Vange Helle Nielsen       | Elena Sukhareva Natalia Gorodnicheva | 11-4, 11-8   |
| Mixed        | Peter Steffensen Helle Nielsen   | Jonas Glyager Jensen Majken Vange    | 11-9, 11-6   |